# Swartzia macrosema
Swartzia macrosema är en ärtväxtart som beskrevs av Hermann August Theodor Harms. Swartzia macrosema ingår i släktet Swartzia och familjen ärtväxter. IUCN kategoriserar arten globalt som livskraftig. Inga underarter finns listade i Catalogue of Life.